# Salvatore De Giorgi

Salvatore kardinál De Giorgi (6. září 1930 Vernola) je italský římskokatolický kněz, bývalý arcibiskup palermský, kardinál.

## Kněz
Kněžské svěcení přijal 28. června 1953. Dalších dvacet let bylo jeho působení spojeno s arcidiecézí Lecce. Byl zde sekretářem arcibiskupa, koordinoval činnost Katolické akce, byl rovněž členem kněžské rady.

## Biskup
V listopadu 1973 byl jmenován pomocným biskupem diecéze Oria, biskupské svěcení přijal 27. prosince téhož roku. Od listopadu 1975 byl biskupem-koadjutorem, řízení diecéze Oria se ujal 17. března 1978. V dubnu 1981 ho papež Jan Pavel II. jmenoval arcibiskupem arcidiecéze Foggia. V říjnu 1987 se stal arcibiskupem arcidiecéze Taranto. Na tuto funkci rezignoval v květnu 1990 po zvolení generálním asistentem Italské Katolické akce. K biskupskému působení se vrátil v dubnu 1996, kdy ho Jan Pavel II. jmenoval arcibiskupem Palerma.

## Kardinál
Při konzistoři v únoru 1998 byl povýšen do kardinálské hodnosti. Po dovršení kanonického věku podal v prosinci 2006 rezignaci na funkci arcibiskupa Palerma, jeho nástupcem se stal Paolo Romeo.